# Tucci
Tucci es una antigua ciudad ibérica, y más tarde romana, que se localizaba en la actual Martos en la provincia de Jaén.
Aunque existía desde mucho antes, no existen datos suficientes sobre ella en el paleolítico, neolítico, etc.
Esta ciudad vive su mayor esplendor en la época romana, en la que se le conocerá como Colonia Augusta Gemella Tuccitana, pero también es muy destacable la época ibérica.

## Cultura Ibérica
La cultura ibérica ofrecerá cambios muy significativos respecto a etapas anteriores. 
El territorio ibérico en los siglos V-IV a. C. se caracterizará por un proceso de concentración de la población en núcleos fortificados, los llamados oppida, donde los aristócratas ejercerán su poder. Estos cambios afectarán también a los materiales, con las cerámicas realizadas al torno de muchas formas, las decoraciones geométricas, las importaciones griegas, la utilización del hierro, etc. y también a los rituales funerarios (incineración de los restos y posterior enterramiento de las cenizas en una urna en alguna necrópolis próxima).

### La ciudad de Tucci
Martos en época ibérica será un lugar excepcional en la proliferación de asentamientos ibéricos u oppidum. Allí se asentó la antigua Tucci.
- Acrópolis

Se piensa que el núcleo central de esta ciudad se encontraría en lo que hoy ocupa la zona del Ayuntamiento y hacia el sur hasta las proximidades del “Llanete”. Esto sería la acrópolis de un centro que se extendería al amparo de la Peña, en la cual posiblemente existiera un pequeño asentamiento fortificado. Se han encontrado grandes cantidades de restos en las cercanías lo que nos lleva a pensar en su importancia.
- Necrópolis

De entre las varias necrópolis ibéricas localizadas en Martos debemos destacar la de "La Loma de Peinado", en Las Casillas de Martos, fechada en el siglo IV a. C. Aquí se localizan distintos tipos de tumbas, desde túmulos de enterramiento hasta fosas con cubiertas de lajas de gran tamaño. Entre los materiales destacan las urnas de cuerpo globular y otros restos. 
Así, la necrópolis no tendría un carácter homogéneo, lo que junto a las diferencias entre los ajuares permitiría hacer lecturas sobre una sociedad ya plenamente jerarquizada.

## El Imperio romano

### Los primeros pasos
Con la conquista romana de la península, Tucci se adhiere al igual que el resto de los oppida de la Campiña al sistema de alianzas impuesto por Roma, que se basa en la no injerencia en los asuntos locales a cambio de pago de impuestos, así se da más poder a la aristocracia para perpetuar el sistema de gobierno tradicional ibérico. Sin embargo estos impuestos obligan a cada oppidum indígena a incrementar su excedente, lo que en algunos casos culmina en una política expansiva de búsqueda de nuevas tierras. Obulco y Tucci son algunos de los que inician una campaña de colonización hacia el sur del Subbético, tradicionalmente abandonado, como el valle del río San Juan, donde desde el siglo II a. C. se constata la creación de nuevos asentamientos siguiendo el modelo del oppidum pero con la aparición de turris de control de territorio.

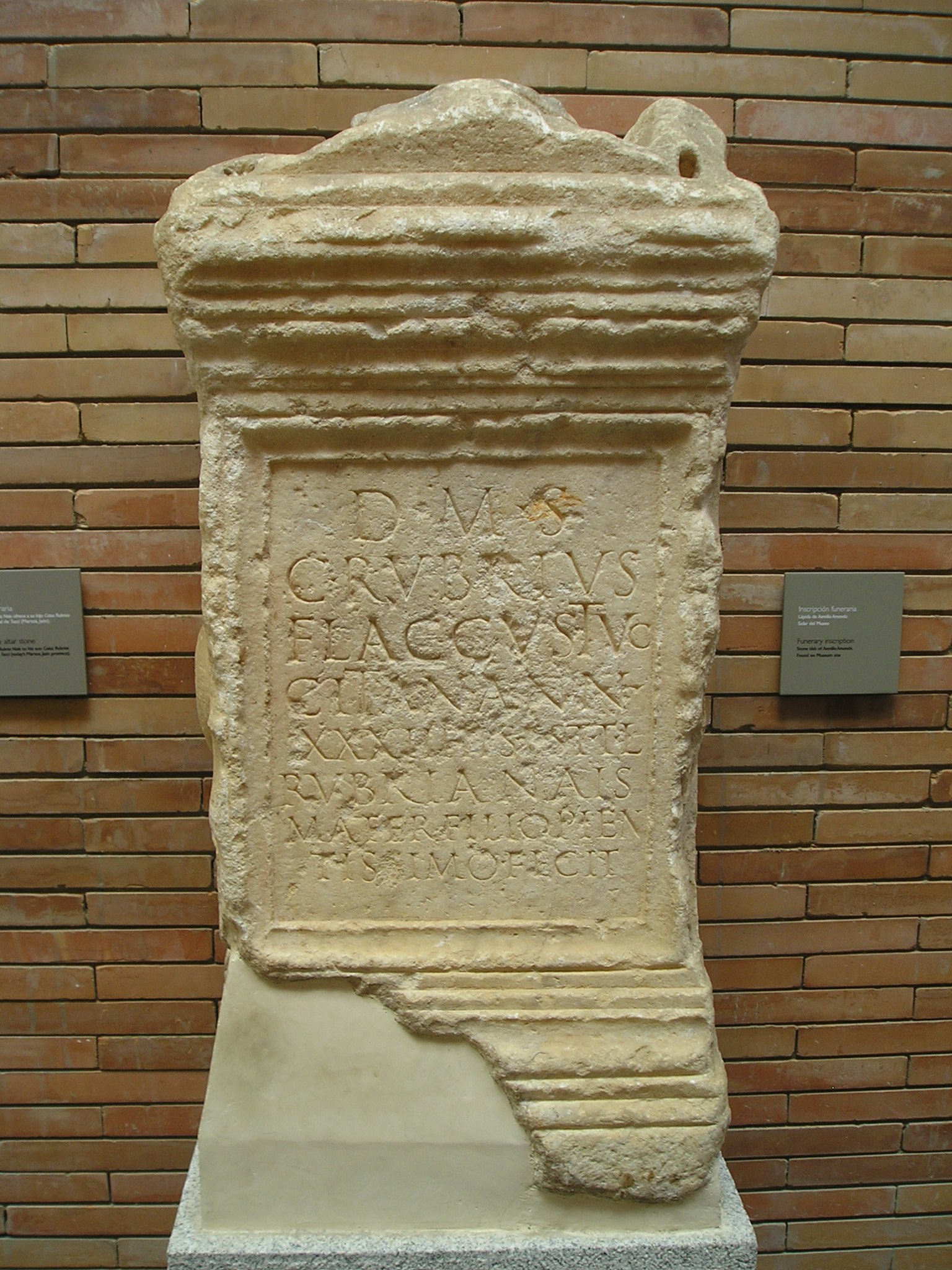
Inscripción funeraria romana procedente de Mérida (Badajoz, España) erigida en honor del tuccitano Cayo Rubrio Flaco por su madre Rubria Nais a mediados del.

### Periodo Republicano
Del periodo republicano, apenas se saben datos sobre Tucci.

### Alto Imperio

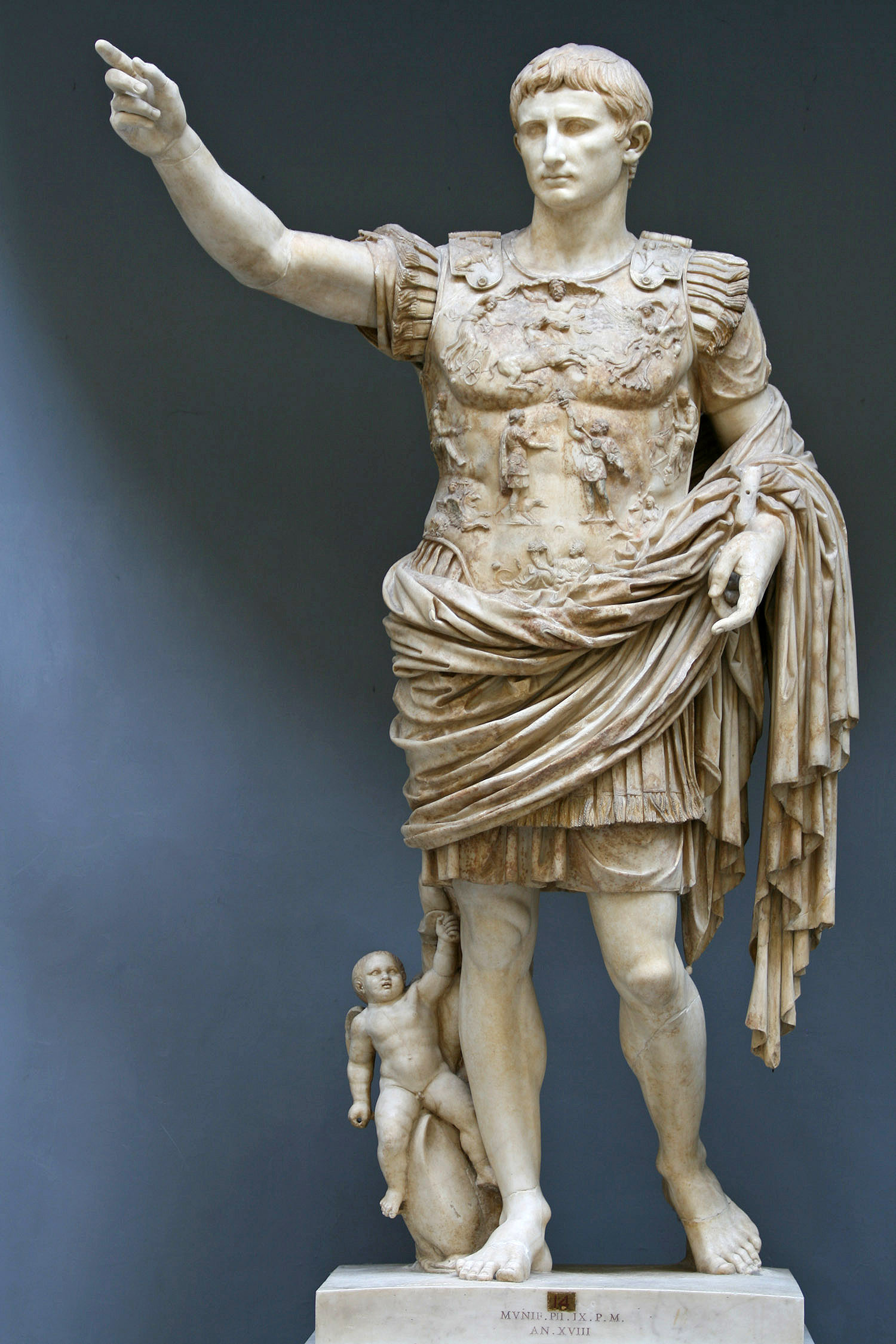
Estatua de Augusto de Prima Porta.

Hacia el final de la república, desarrollándose los conflictos civiles entre Pompeyanos y Cesarianos por la provincia de Hispania, los oppida indígenas manifiestan su adhesión y apoyo a los diferentes bandos. Tucci podría haberse decidido por Pompeyo, lo que al ser derrotado por Julio César lleva a una situación crítica, que su sucesor Augusto solventará creando una Colonia de contingentes veteranos sobre el territorio del oppidum, así surge la Colonia Augusta Gemella.
La colonia se funda hacia el año 15-14 a. C. sobre un punto elevado en la falda de la Peña. Se dice que podría haber sido emplazada en las proximidades del antiguo oppidum indígena, de ahí que se le llamara “Gemella”. 
El hecho de que colonos e indígenas convivieron estrechamente se desprende además de los datos obtenidos por algunas intervenciones arqueológicas, sobre todo en la zona del actual Polideportivo y en el sector contiguo conocido como “La Vega”, donde se pudieron apreciar junto a construcciones ibéricas, restos de vajillas de “terra sigillata” (romana). Aunque esto no es un hecho generalizado.
La colonia presentaba dos partes: la civitas, y su territorio:
- La civitas: Apenas se cuenta con intervenciones arqueológicas sobre la actual Martos, pero la abundancia de hallazgos casuales apoya la envergadura que debió tener. Ya en el siglo XVII, el historiador marteño Diego de Villalta pone de manifiesto la calidad de los restos constructivos romanos conservados en los alrededores de la plaza de Santa Marta, donde mostraba su admiración por el pavimento enlosado del foro municipal, confirmado en 1994. así también se encuentra numerosa epigrafía de Tucci (123 piezas conocidas), que demuestran una variada y gran vida municipal donde existen cargos públicos como Ilviri, Aediles, Prefectos, Pontifex, etc.
- El Territorio de Tucci: Se conocen numerosos parajes, como la “Villa del Apero”, donde aparecieron mosaicos y pavimentos cuidados de esa época alto imperial. También se ha documentado una villa romana fundada hacia inicios del siglo I. Los trabajos en el actual Polideportivo pusieron al descubierto una villa emplazada junto a una calzada de acceso a la ciudad, de la que se documentó un tramo de más de 300 metros.

### Bajo Imperio
En el Bajo Imperio se produce una ruralización general de la sociedad, pero en el caso de Tucci, la ciudad mantiene una cierta vigencia urbanística y de control del territorio, siendo sede episcopal hasta época islámica. 
En esta etapa se produce la plena introducción del cristianismo y de la iglesia en la estructura administrativa, alcanzando altas cotas de poder. Un ejemplo de ello debió ser la construcción de una basílica cristiana en el paraje conocido como “Molino del Rey”, donde han aparecido unas inscripciones cristianas así como el magnífico ejemplo escultórico de un Sarcófago Paleocristiano, fechado hacia el siglo III. Este poder de la Iglesia se manifiesta también en la capacidad de control sobre la población que se desprende de la ley de Sisebuto en el siglo VI en que se encomienda a la cúpula religiosa de Tucci y Mentesa (La Guardia) el control de población judía.

## Últimos siglos
Durante la época visigoda, Tucci mantuvo su importancia como sede episcopal, hasta que fue invadida por los islámicos, época en la que se producirán múltiples batallas. Será en esta época, alrededor del siglo IX, cuando el autor Al-Muqaddasi utilice el término Martus por primera vez para referirse a la ciudad, considerándola una de las principales productoras de vid, olivo e higos del Valle del Guadalquivir.